# Friedrich Hartman
Friedrich Hartman (* 1563; † 1631 oder später) war ein deutscher Buchdrucker in Frankfurt (Oder).

## Leben
Friedrich Hartman war seit 1588 als Buchbindermeister in der Offizin seines Vaters Johann Hartman in Frankfurt tätig. Die Drucke erschienen seitdem mit den Namen von beiden. 1607 übernahm er die Werkstätten nach dem Tod des Vaters. Nach der Zerstörung der Stadt im Dreißigjährigen Krieg von 1631 gibt es keine Nachrichten mehr über ihn und die Offizin.
Friedrich Hartman druckte religiöse Literatur, Schulbücher, offizielle Dekrete, historische Literatur, hebräische Drucke und weitere Schriften.
Der Sohn Johann Christoph Hartmann wurde Jurist und Landsyndikus der Uckermark, der Enkel Johann Christoph Hartmann wieder Buchdrucker und Teilhaber bei Jeremias Schrey in Frankfurt.